# 1991 w grach komputerowych

Artykuł opisuje ważne wydarzenia w 1991 roku w branży gier komputerowych. Zobacz też: historia gier komputerowych.

## Wydane gry
- 19 kwietnia – Final Fantasy IV
- 21 kwietnia – Civilization
- 8 czerwca – Mystic Quest Legend
- 1 lipca – Duke Nukem
- dokładna data wydania nieznana – ABC Wide World of Sports Boxing
- dokładna data wydania nieznana – Solidarność
- dokładna data wydania nieznana – Street Fighter II